# Omar Aziz
Omar José Abdel Aziz (Garça, São Paulo, 13 de agosto de 1958) es un ingeniero Civil y político brasileño con base política en el estado de Amazonas. Se ha desempeñado como gobernador del estado brasileño de Amazonas de 31 de marzo de 2010 hasta 2014, tras la dimisión de su predecesor, Eduardo Braga, En 2014 solicitó el Senado federal de Brasil, ganando la carrera electional.